# Deconstructed (EP)
Deconstructed là đĩa mở rộng (EP) thứ hai của nữ nghệ sĩ ghi âm người Mỹ Ke$ha, được phát hành đính kèm với phiên bản người hâm mộ của Warrior, chỉ có ở trên trang web chính thức của cô tại Mỹ. EP bao gồm năm bài hát acoustic, với bốn trong số đó được sáng tác bởi Ke$ha. Deconstructed được phát hành kỹ thuật số vào ngày 5 tháng 2 năm 2012.

## Bối cảnh và phát hành
Deconstructed bao gồm năm bài hát acoustic, với bốn phiên bản là của các bài hát của Ke$ha, và bài hát còn lại là phiên bản acoustic của "Old Flames Can't Hold a Candle to You", một bài hát của Dolly Parton mà đồng sáng tác là mẹ của Ke$ha, Pebe Sebert.
Phiên bản acoustic của "Die Young" được miêu tả giống như một bản pop ảo giác thoải mái, đã làm dấy lên nhiều tranh cãi trên YouTube, Twitter, và trên trang web chính thức của Ke$ha. Phiên bản acoustic của "The Harold Song" cũng bao gồm giọng hát thoải mái như vậy. Phiên bản hát lại bản ballad đồng quê "Old Flames Can't Hold a Candle to You" của Dolly Parton, cũng giống như "Blow", được dựa trên thể loại nhạc techno. "Die Young" được phát hành đầu tiên qua tài khoản YouTube của cô.

## Danh sách bài hát
| STT              | Nhan đề                                            | Sáng tác                                                                            | Sản xuất                  | Thời lượng |
| ---------------- | -------------------------------------------------- | ----------------------------------------------------------------------------------- | ------------------------- | ---------- |
| 1.               | "Old Flames Can't Hold a Candle to You" (acoustic) | Pebe Sebert, Hugh Moffatt                                                           | Greg Kurstin, Sean Cimino | 3:40       |
| 2.               | "Blow" (acoustic)                                  | Kesha Sebert, Klas Åhlund, Lukasz Gottwald, Allan Grigg, Benjamin Levin, Max Martin | Kurstin                   | 3:12       |
| 3.               | "The Harold Song" (acoustic)                       | K. Sebert, Joshua Coleman                                                           | Kurstin, Cimino           | 4:55       |
| 4.               | "Die Young" (acoustic)                             | K. Sebert, Gottwald, Levin, Henry Walter, Nate Ruess                                | Kurstin                   | 3:22       |
| 5.               | "Supernatural" (acoustic)                          | K. Sebert, Gottwald, Walter, Levin, Martin, Nik Kershaw                             | Kurstin, Cimino           | 4:27       |
| Tổng thời lượng: | Tổng thời lượng:                                   | Tổng thời lượng:                                                                    | Tổng thời lượng:          | 18:56      |

## Lịch sử phát hành
| Quốc gia    | Ngày                | Định dạng           | Hãng đĩa                      | Phiên bản                 |
| ----------- | ------------------- | ------------------- | ----------------------------- | ------------------------- |
| Mỹ          | 4 tháng 12 năm 2012 | CD                  | Kemosabe Records, RCA Records | Warrior (Fan Pack)        |
| Nhật        | 30 tháng 1 năm 2013 | CD, tải kỹ thuật số | SMJ                           | Warrior (Limited edition) |
| Pháp        | 1 tháng 2 năm 2013  | Tải kỹ thuật số     | Kemosabe Records, RCA Records | EP                        |
| Ý           | 1 tháng 2 năm 2013  | Tải kỹ thuật số     | Kemosabe Records, RCA Records | EP                        |
| Mỹ          | 5 tháng 2 năm 2013  | Tải kỹ thuật số     | Kemosabe Records, RCA Records | EP                        |
| Tây Ban Nha | 5 tháng 2 năm 2013  | Tải kỹ thuật số     | Kemosabe Records, RCA Records | EP                        |
| Đức         | 8 tháng 2 năm 2013  | Tải kỹ thuật số     | Kemosabe Records, RCA Records | EP                        |
| Anh         | 10 tháng 2 năm 2013 | Tải kỹ thuật số     | Kemosabe Records, RCA Records | EP                        |